# Pehčevo
Pehčevo (en macédonien : Пехчево, prononcé [ˈpɛxtʃɛvɔ] ) est une commune et une ville de l'est de la Macédoine du Nord. La commune comptait 3 983 habitants en 2021 et s'étend sur 208,2 km2. La ville en elle-même comptait alors 2 471 habitants, le reste de la population étant réparti dans les villages alentour.
Son territoire est limitrophe de ceux des communes macédoniennes de Berovo et Delčevo ainsi que de la Bulgarie.

## Géographie

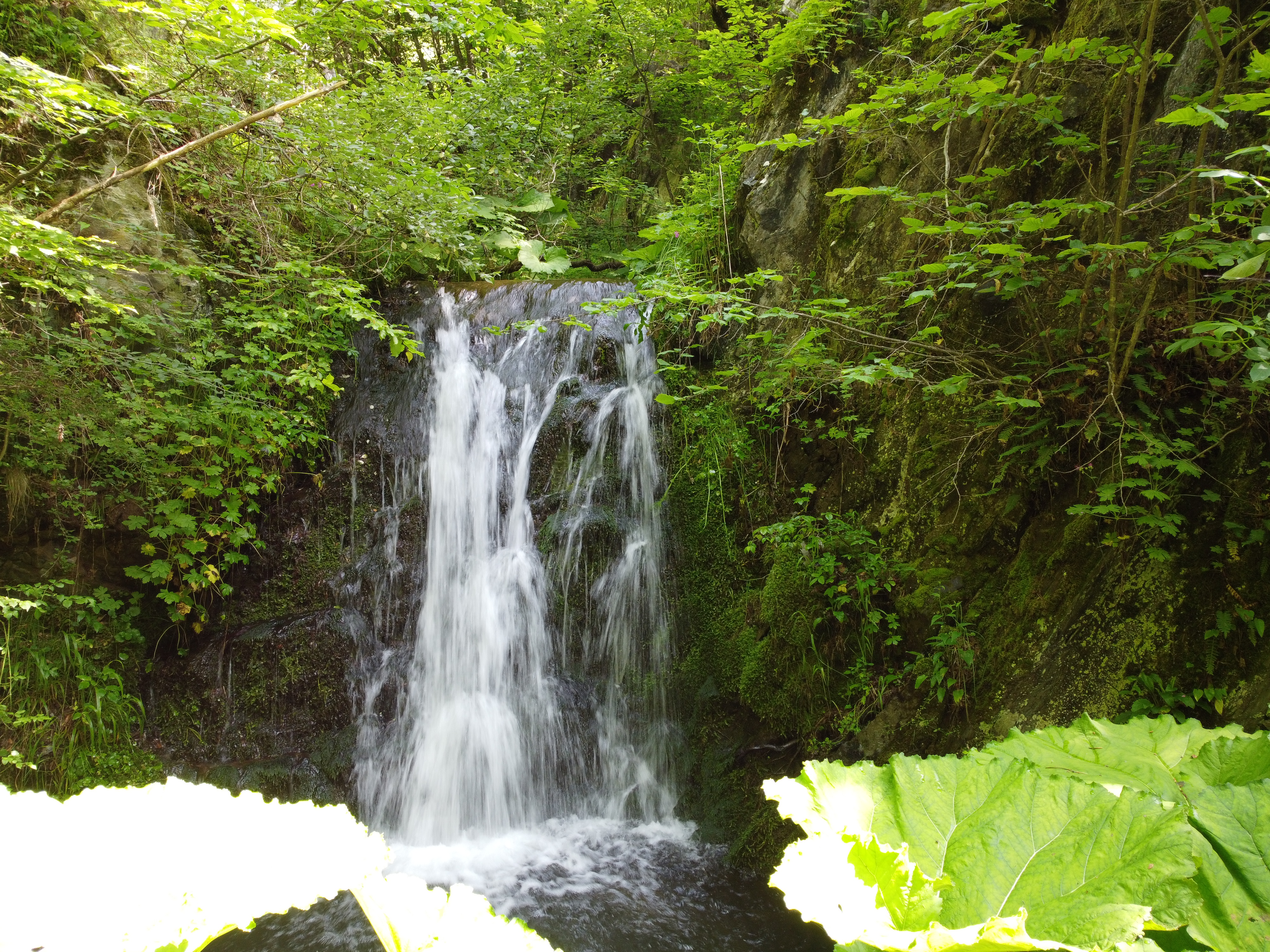
Cascade de la rivière Spikovo.

La commune de Pehčevo se trouve à l'extrémité orientale de la Macédoine du Nord, et s'étend à l'ouest de la montagne de Maleševo, qui marque la frontière bulgare. Le territoire est traversé par la Bregalnica ainsi que par un petit affluent, la Pehčevska, qui traverse la ville de Pehčevo. Ces cours d'eau forment la grande vallée de Maleševo. Cette dernière se trouve à 980 mètres d'altitude et la commune culmine au pic Čengino Kale, à 1 750 mètres. Ce sommet est d'ailleurs le point le plus oriental du pays.
Pehčevo connaît un climat continental modéré et plutôt froid. Le gel apparaît en moyenne dès le 5 octobre et disparaît le 27 avril, et le record minimal de température descend à −31,5 °C. Le record maximal s'élève à 36,2 °C. La commune reçoit en moyenne 672,2 millimètres de précipitations, qui ont surtout lieu au printemps. La neige peut tomber d'octobre à mai. Le brouillard est rare et les vents dominants viennent du nord et du nord-ouest.
Le sous-sol de Pehčevo renferme plus de 14 millions de tonnes d'argile. Il compte aussi quelques gisements de quartz, de fer et de charbon. Une autre richesse de la commune est le bois, puisqu'elle possède 6 775 hectares de forêts. Ses cours d'eau fournissent une eau propre et abondante et ils ont un fort potentiel d'irrigation.

## Localités de la commune
En plus de la ville de Pehčevo, la commune compte six localités :
- Negrevo
- Pantcharevo
- Robovo
- Oumlena
- Tsrnik
- Tchiflik.

## Histoire

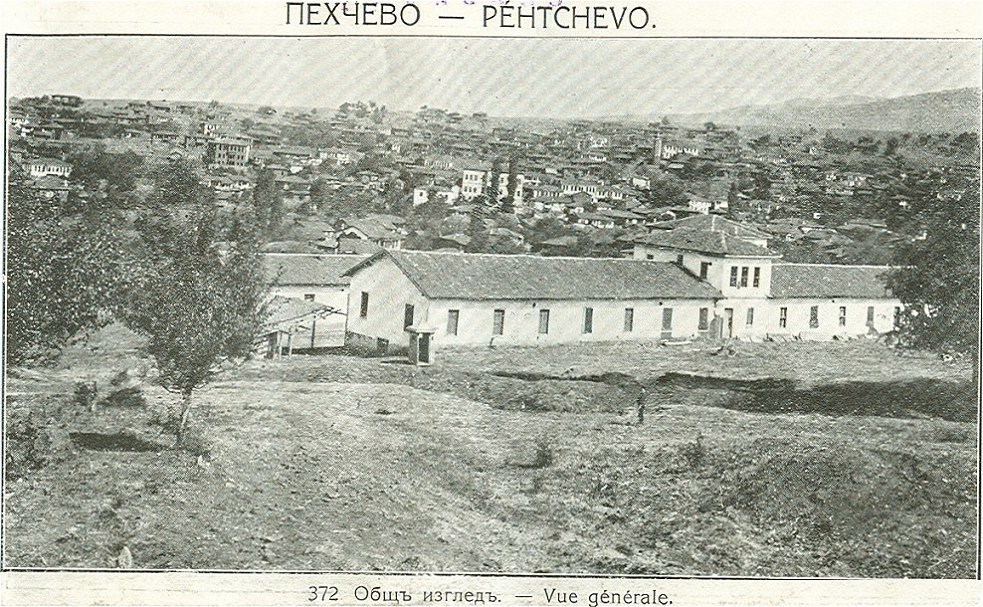
Pehčevo au début du XXe siècle.

Un voyageur arabe du XIe siècle, Idris, parle d'une ville appelée Maleševo située dans la montagne du même nom. Cette ville, construite sur un plateau et entourée de champs de céréales, de pâturages et de forêts, pourrait correspondre à l'actuelle Pehčevo. Néanmoins, des historiens remettent en doute cette hypothèse et estiment qu'Idris parle en fait de l'actuelle Kočani.
Il existe deux hypothèses quant à l'étymologie de Pehčevo. La première voudrait que le nom de la ville vienne de « peytcho », qui désigne une bergerie dans les anciens dialectes slaves locaux. La deuxième s'appuie sur le fait que les Romains ont exploité le minerai de fer dans la région, et avance que le nom de la ville vient du mot « pechtchi », qui désigne des fours miniers.
L'extraction du fer est à nouveau attestée après l'invasion turque, qui a lieu vers 1394. Les Ottomans ouvrent d'ailleurs une mine en 1580.
À la fin du XIXe siècle, Pehčevo devient le centre administratif de toute la région de la montagne de Maleševo. La croissance de la petite ville est toutefois entravée en 1904 par un tremblement de terre. Celui-ci, de degré 10 sur l'échelle de Mercalli, détruit presque entièrement la ville. Ensuite, pendant les guerres balkaniques et la Première Guerre mondiale, Pehčevo quitte l'Empire ottoman et perd sa physionomie orientale. Sa population turque émigre en Asie mineure et la ville stagne jusqu'à l'instauration du régime socialiste yougoslave en 1945, qui permet le développement de l'industrie.

## Administration

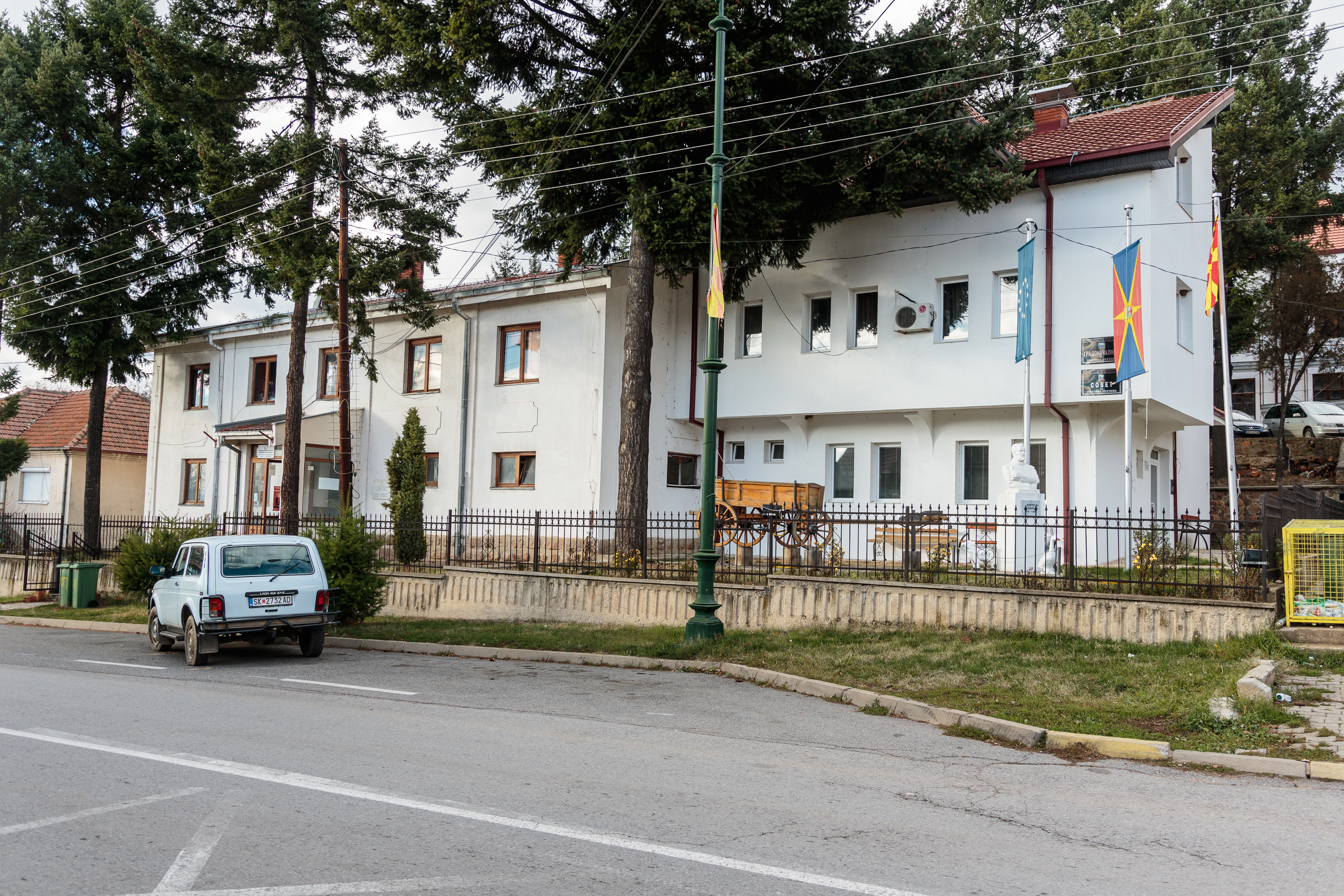
La mairie.

La commune est administrée par un conseil municipal élu au suffrage universel tous les quatre ans. Il adopte les plans d'urbanisme, accorde les permis de construire, planifie le développement économique local, protège l'environnement, prend des initiatives culturelles et supervise l'enseignement primaire. Il compte 11 conseillers municipaux.
Le pouvoir exécutif est détenu par le maire, lui aussi élu au suffrage universel. Depuis 2021, le maire de Pehčevo est Aleksandar Kitanski, membre de VMRO-DPMNE.

## Démographie

### Évolution démographique
| 2021  |
| ----- |
| 3 983 |

### Répartition ethnique
Lors du recensement de 2002, la commune comptait :
- Macédoniens : 4 850 (85,86 %)
- Roms : 340 (7,07 %)
- Turcs : 299 (6,47 %)
- Serbes : 13 (0,22 %)
- Autres : 15 (0,34 %)

La ville seule comptait quant à elle :
- Macédoniens : 3 067
- Roms : 123
- Turcs : 31
- Serbes : 6
- Valaques : 2
- Autres : 8

## Culture et tourisme
La principale institution culturelle de Pehčevo est la Maison de la Culture Jane Sandanski. Elle organise des représentations théâtrales et musicales, des festivals, met en valeur le patrimoine local et compte une bibliothèque.
Le tourisme local est surtout axé sur la nature, puisque la commune possède un paysage montagneux et forestier, avec des cascades, des chemins de randonnée et des pistes cyclables.